# Yawatahama

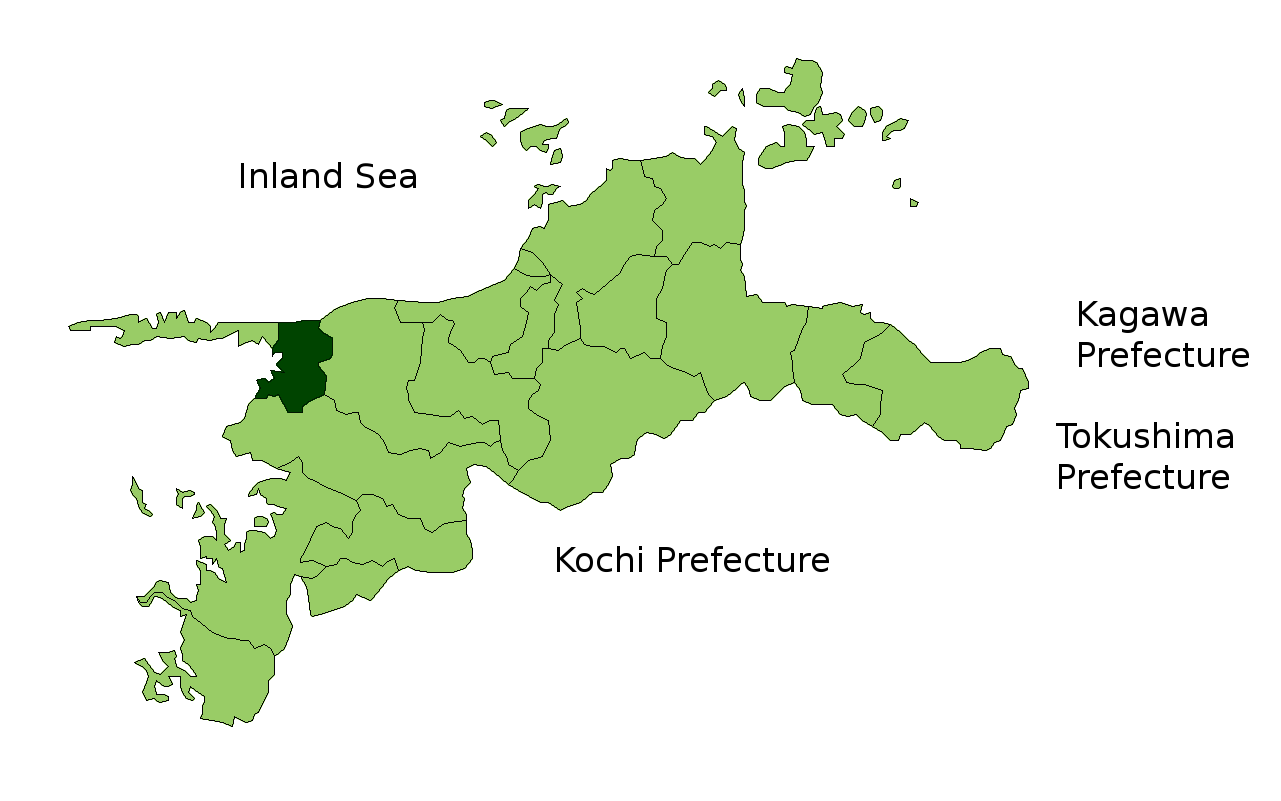

Yawatahama (八幡浜市 Yawatahama-shi?) este un municipiu din Japonia, prefectura Ehime.